# Josep Escudé Bartolí
Josep Escudé Bartolí (Reus, 24 de febrer de 1863 - Barcelona, 5 de gener de 1898) va ser un pintor català, germà del geògraf i estadístic Manuel Escudé Bartolí.
Fill d'un mestre fuster, va aprendre dibuix a Reus i amb 16 anys va ingressar a l'Escola de Belles Arts de Barcelona. Molt jove encara, va viatjar per Itàlia i s'instal·là a Roma, amb una beca concedida per l'Ajuntament de Reus. Durant la seva estada a Roma va fer-se amic del pintor també reusenc Baldomer Galofre, que li va donar ajuda moral i material. Escudé pintava quadres de temàtica històrica i anecdòtica d'una mida immensa, com era moda en aquella època a Itàlia. Va vendre alguns quadres a Roma, i tenia bona crítica de la premsa italiana. Va presentar un quadre a l'Exposició Universal de Barcelona de 1888, amb el nom de "Les Suliotes", que va ser comprat el 1905 pel Museu d'Art Modern. Va exposar a Barcelona i a Madrid, sempre quadres de grans proporcions i de temàtica històrica. Va ser un dels decoradors, el 1891, del Casino de Múrcia, i el 1894 es domicilià a Barcelona. Malalt, el 1897 la societat El Círcol, de Reus, va organitzar un sorteig d'alguns quadres d'ell per ajudar-lo en la seva malaltia. Va morir quasi en la indigència a Barcelona el 1898.